# Keresztvitel (Bosch)
A Keresztvitel Hieronymus Bosch németalföldi festő alkotása, amely a genti szépművészeti múzeumban látható. A kép szerzőisége vitatott.

## Története
A festmény az alkotó kései munkája, feltehetően 1510 és 1516 között keletkezett. A múzeum 1902-ben, pártoló egyesülete által szerezte meg a képet. Bosch műve azt a bibliai jelenetet ábrázolja, amikor Jézus, vállán a kereszttel a Kálvária-domb felé tart. A halálraítéltet tömeg kíséri, amely látszólag kaotikusan kavarog körülötte. A kompozíció azonban valójában merev és hagyományos: Krisztus fejét a két átló találkozásánál festette meg a mester. A bal felső sarokból a jobb alsóba tartó átlót a kereszt rövidebb szára is követi. Az átló Kürénei Simont, a kereszt ideiglenes hordozóját és a jobb alsó sarokban látható rossz latort köti össze, Jézus közöttük helyezkedik el. A másik átló a jobb felső sarokban látható jó latort és a bal alsó sarokban megfestett Veronikát, illetve Veronika Jézus arcvonásait őrző kendőjét köti össze. A jó latort egy szerzetes támadja, ami a kort jellemző vallási fanatizmust idézi. Az arcok groteszkek, vonásaik eltúlzottak, hasonlítanak a passiójátékokon viselt maszkokra és Leonardo da Vinci karikatúráira. Velük szemben áll Jézus finom vonású arca. Ő a szenvedő Krisztus, akit mindenki elhagyott, de győzedelmeskedni fog a világ gonoszsága felett. Ez a kép fő témája is: a jó és a rossz harca.